# Warriors Orochi 3
Warriors Orochi 3, in Giappone Musō Orochi 2 (無双OROCHI 2?), è un videogioco hack 'n slash del 2011 sviluppato dalla Koei Tecmo Games e Omega Force per PlayStation 3 e Xbox 360. È il quarto capitolo della serie crossover Warriors Orochi, combinazione fra la serie Dynasty Warriors e Samurai Warriors. Il gioco è stato pubblicato in Giappone il 22 dicembre 2011, per poi essere pubblicato il 20 marzo 2012 in America del Nord ed il 6 aprile 2012 in Europa.

## Trama
Qualche anno dopo gli eventi di Warriors Orochi 2, i guerrieri dell'epoca dei Tre Regni in Cina e del periodo Sengoku in Giappone hanno iniziato a ricostruire le loro vite nel mondo dimensionale contorto dopo la morte definitiva di Orochi. La pace però non durerà a lungo: un mostruoso serpente a otto teste, noto come Idra, appare e massacra i guerrieri. Insieme alla resurrezione di Kiyomori Taira e alla ricomparsa di Da Ji, che fa il lavaggio del cervello agli eroi rimasti, i guerrieri vengono lasciati a pezzi. I tre eroi rimasti - Ma Chao, Sima Zhao e Hanbei Takenaka - stanno per essere sconfitti se non interviene la Principessa della Luna, Kaguya, che sostiene di essere stata inviata dal mondo mistico per aiutare i guerrieri. La principessa usa la sua capacità di viaggiare nel tempo per mandare i tre indietro nel tempo, in modo che possano salvare i loro compagni da una morte certa.
Dopo aver messo in sicurezza i luoghi più strategici, come il castello di Odawara, la coalizione viene informata dal mistico Taigong Wang che può sconfiggere l'Idra usando un'arma speciale chiamata "Yashio'ori", ma avrà bisogno di tempo e potenza per costruirla. La coalizione cattura un potente guerriero smemorato, Shuten Dōji, che in seguito si rivela essere una propaggine di Orochi nata nello stesso periodo dell'Hydra; in realtà, egli è il testamento mondiale del potere di Orochi, così come la stessa Da Ji, che si unisce a malincuore dopo che la coalizione ha la sua amica Himiko come ostaggio inconsapevole. A causa del tempo necessario per costruire più Yashio'ori, la coalizione deve tornare nel lontano passato, quando l'Idra non era ancora apparsa nel mondo, cosa che riesce grazie al potere di Da Ji, che è stata nel mondo dimensionale per tutto il tempo. Una volta arrivati, la coalizione deve proteggere Da Ji dalle forze anti-Orochi e da un esercito di mistici guidati da Susanoo, che ha dedicato il suo lavoro alla caccia di Da Ji. Alla fine ottengono la loro fiducia e, con il loro aiuto, la coalizione costruisce diversi Yashio'ori alimentati dall'essenza di Shuten Dōji, preparandosi anche per l'imminente grande battaglia con l'Idra.
Nel capitolo finale, la coalizione affronta nuovamente l'Idra, che viene sconfitta con l'aiuto di Yashio'ori. L'Idra si riformerà in otto cloni di Orochi e poi in una forma finale di Orochi X. Mentre li combattono, la coalizione deve anche guadagnarsi la fiducia di Susanoo, che non è ancora disposto a lasciare il problema nelle mani dei mortali. Il gioco ha tre finali, che si sbloccano in base a determinati requisiti: il finale "Normale" permette alla coalizione di distruggere l'idra, mentre in quello "Buono", essenzialmente lo stesso, i guerrieri si impegnano a governare insieme la terra in pace. Nel finale "True", dopo la sconfitta di Orochi X, il mondo dimensionale inizia a sgretolarsi, poiché l'esistenza di Orochi è l'unica cosa che lo sostiene; i mistici uniscono i loro poteri per rimandare i guerrieri al loro tempo originario, salvandoli a costo dei loro ricordi nel mondo dimensionale.
La storia estesa nell'aggiornamento Ultimate continua dal finale "Buono" del gioco originale, rinunciando così al finale "Vero". Da Ji e il resto dell'Esercito Demoniaco sono usciti dalla coalizione e stanno attraversando il mondo dimensionale. Sono attratti da una pietra magica trovata durante il loro viaggio, che si rivela essere la forma sigillata di Mae Tamamo, una mistica che possiede un misterioso specchio, lo Shinkyō, che ha la capacità di sigillare chiunque entri in contatto con esso e di creare doppelganger. Alleandosi con Da Ji, Tamamo sigilla molti guerrieri dei Tre Regni e del periodo Sengoku e ne crea dei sosia, causando caos e conflitti all'interno della Coalizione. I mistici, che si sono recati nel regno mistico dopo la sconfitta dell'Idra, scendono ancora una volta per aiutare i guerrieri. A seconda della progressione, il giocatore può concludere la storia del gioco nel Capitolo 6, che termina con la liberazione dei guerrieri sigillati e con la sconfitta di Tamamo e la successiva sigillatura della pietra da parte dei mistici. In caso contrario, mentre i guerrieri sigillati vengono liberati, Tamamo non è ancora stato sconfitto e la storia continua al Capitolo 7.
Nel tentativo di impedire a Tamamo di causare ulteriori conflitti, i guerrieri avranno bisogno del suo specchio magico, lo Shinkyō, per sigillarla. Grazie ai poteri di Kaguya e ai ricordi di Fu Xi, i guerrieri viaggiano molto indietro nel tempo, nel regno mistico, quando Orochi non esisteva ancora. Il regno mistico è governato da Tiandi, che è il possessore originale dello Shinkyō e lo ha usato per sigillare i demoni. I guerrieri incontrano il mistico Yinglong, che viene ingannato da Tamamo facendogli credere che l'Imperatore abbia usato lo Shinkyō per controllare i demoni. Inizia una ribellione contro l'Imperatore e alla fine riesce a rubare lo specchio. Questo atto lo fa corrompere dal potere malvagio dello specchio, che lo trasforma in Orochi, il quale, dopo aver ucciso il mezzo mistico Nezha, si reca nel regno umano per commettere varie azioni malvagie. L'Imperatore, venuto a conoscenza dei piani di Tamamo, presta con gratitudine ai guerrieri lo Shinkyō. Tornati nel presente, i guerrieri usano lo specchio contro Tamamo, ma questo non fa altro che farla tornare alla sua vera forma, la Kyūbi no Kitsune, che affronta i guerrieri nella battaglia finale. L'aggiornamento Ultimate ha due finali oltre ai tre già citati: il primo di essi è il già citato finale "Normale", in cui Tamamo viene sigillata senza essere tornata alla sua vera forma, e i guerrieri continuano a vivere in pace nel mondo dimensionale; l'altro è simile al finale "True" del gioco originale, dove, dopo aver sigillato Kyūbi, i mistici uniscono i loro poteri per inviare i guerrieri alla loro linea temporale originale, ma il mondo dimensionale sembra rimanere intatto, a differenza del gioco originale.